# Расстрелы в Николаеве
Массовые расстрелы в Николаеве — убийства местного населения украинских городов Николаев и Херсон, носившие массовый характер, во время Второй мировой войны, в августе-сентябре 1941 г. По отдельным оценкам жертвами произошедших событий стали 35 782 советских граждан, большинство их которых были евреями. Расправа была проведена немецкими войсками айнзацгруппы D под командованием Отто Олендорфа, который впоследствии был признан виновным на Нюрнбергском процессе и приговорён к смертной казни через повешение. В качестве доказательств на процессе значились документы айнзацгрупп от 2 октября 1941 г., где было описано количество жертв и их принадлежность к еврейскому населению и коммунистам.

## Предыстория
До начала второй мировой войны Украина (в современных границах) занимала первое место в Европе по количеству еврейского населения, проживающего на её территории. В частности Херсонская область насчитывала 28 000 евреев, Николаевская — 38 402. Войска Вермахта оккупировали Николаев 16 августа 1941 г. Николаевская область была разделена на две части, граница проходила по реке Южный Буг. Западные районы вошли в губернаторство «Транснистрия» («Заднестровье») и контролировались румынскими властями. Остальные образовали генеральный округ Николаев, подчинявшийся рейхскомиссариату Украина, который возглавил гауляйтер Восточной Пруссии Кох.  Генеральным комиссаром Николаевского округа был назначен обергруппенфюрер СС Опперман. Немецкое командование нуждалось в освоении судостроительных предприятий Николаева, и после реквизирования заводов и верфей в непосредственной близости от одного из них — судостроительного завода имени 61-го коммунара, переименованного в «Северную верфь» — был создан концлагерь для советских военнопленных «Шталаг-364».  Содержащиеся там узники, число которых достигало 30 000 человек, должны были стать основной рабочей силой при строительстве и ремонте военных кораблей.

## Массовые убийства
С приходом в Николаев немецких войск для местного населения была введена система пропусков и трудовых карточек («мельдекартен»), неповиновение каралось арестами. Которые зачастую предполагали последующую ссылки в концентрационный лагерь или публичное повешение, для чего на углу улиц Херсонской (проспект Ленина) и Соборной была установлена виселица. У местного населения были изъяты радиоприёмники, действовала немецкая пропаганда — в нескольких точках города были установлены табло с картой военных действий, где отмечались мнимые победы Германии, газета «Українська думка» постоянно публиковала приказы военного коменданта города.
В самом Николаеве в августе 1941 г. зондеркомандой 11а было расстреляно 227 евреев, а по всей Николаевской области - более тысячи. 23 августа зондеркоманда 11а издала приказ о регистрации и метке евреев. 29 августа в Херсоне было расстреляно 100 евреев, а за август в Херсонской области насчитывалось 250 жертв насилия со стороны оккупантов. В августе-сентябре 1941 года в районе Николаевского еврейского кладбища расстреляно более 14 тысяч евреев. 6 сентября комендант Херсона объявил о расстреле 110 евреев. 16 сентября евреям Николаева было приказано собраться на еврейском кладбище для последующего переселения, а 21-23 числа зондеркомандой 11а произведена их ликвидация. Число жертв составило свыше 7000 человек. 24-25 сентября в Херсоне прошла «еврейская акция», жертвами которой стали 8000 человек.  Всего в сентябре в Николаевской и Херсонской областях было уничтожено 26 000 евреев.
К началу 1942 года на территории Украины было уничтожено около 1/3 еврейского населения, практически полностью истреблены евреи в Николаевской области, Киевской и Херсонской области.

## Шталаг-364
На территории концентрационного лагеря «Шталаг-364» располагалось 26 двухэтажных бараков, а постоянное число узников составлялось 26-30 тысяч человек. Отдельные корпуса, в каждом из которых содержалось до 200 военнопленных, были ограждены колючей проволокой. Внутренние ходы и выходы контролировались полицией. Согласно воспоминаниям бывшего узника лагеря лётчика Р.И. Капреляна, узников расстреливали на пустыре на территории лагеря и закапывали в ров. Незадолго до освобождения Николаева узников лагеря перевезли в Одессу. За всё время существования в «Шталаге-364» было уничтожено 30609 человек.

## Последствия
С 10 по 17 января 1946 года в Николаеве проходил открытый процесс в отношении девятерых организаторов массовых убийств, происходивших во время оккупации. Следствием было допрошено свыше 100 свидетелей, проведены экспертизы. Ещё до начала суда все обвиняемые, кроме одного, признали свою вину. Среди них были:
- генерал-лейтенант Г. Винклер — военный комендант Николаева, которому подчинялись карательные отряды;
- оберштурмфюрер СС Г. Санднер — начальник управления полиции безопасности и СД в Николаеве, принимавший участие в убийстве 200 пациентов лечебницы, 20 врачей и 22 члена их семей, и отдававший указания карательным отрядам, жертвами действий которых стали 54 человека в селе Ново‑Александровка, 200 человек в лагере военнопленных у Николаева. Под перекрёстным допросом был уличён в расстреле 1500 мирных граждан, массовом применении пыток и истязаний, поголовном истреблении евреев и цыган области;
- майор М. Бютнер — начальник управления жандармерии генерального округа Николаева, отдавал приказы о проведении репрессий и лично принимал участие в карательных экспедициях по районам области. Их жертвами стало около 500 человек;
- капитан Ф. Кандлер, начальник жандармерии Херсона, отдавал приказы о проведении массовых облав, в ходе которых пойманных уничтожали органы СД или отправляли в лагеря.
- майор Р. Михель — начальник жандармерии Березнеговатского района Николаевской области, устраивал облавы на население, арестовывал, пытал, признался в расстреле пяти человек, Участвовал в 10-15 расстрелах. На вопрос в ходе судебного заседания о расстреле группы цыган, отвечал: «Они были расстреляны в связи с эпидемией тифа. Цыгане не имели возможности соблюдать личную чистоту, и их уничтожили. Это была семья — отец, мать и дети 16, 14, 7 и 6 лет»;
- майор Ф. Витцлеб — начальник охранной полиции Николаева, участвовал в повешении 10 советских граждан, планировал систематические массовые облавы в городе;
- капитан Г. Шмале — заместитель начальника охранной полиции Николаева, помогал проводить облавы и расстреливать пойманных, жечь дома. В августе 1943 года выезжал с карательной экспедицией, которую возглавлял Бютнер — жечь деревни и расстреливать сотни жителей;
- фельдфебель полевой жандармерии Р. Берг принимал личное участие в пытках и расстрелах мирных граждан в Бендерах, Очакове (участие в повешении троих), Николаеве (участие в расстреле 28 рабочих), Симферополе (расстрел 11 военнопленных), Бахчисарае, Севастополе (участие в расстреле 18 человек, включая детей) и других городах;
- обер-ефрейтор 783 охранного батальона Й. Хапп, принимал участие в массовых убийствах мирных советских граждан и военнопленных, истязаниях и пытках, лично расстрелял 20 человек.

Суд приговорил семь из девяти подсудимых к высшей мере наказания — смертной казни через повешение. Ф. Кандлер и Й. Хапп получили по 20 лет каторги. Смертные приговоры были приведены в исполнение в 17:00 17 декабря, через несколько часов после оглашения приговора, на Базарной площади. За казнью наблюдало от 65000 до 70000 граждан. Трупы висели на площади два дня.